# Maniola bioculata
Maniola bioculata är en fjärilsart som beskrevs av Hans Rebel 1910. Maniola bioculata ingår i släktet Maniola och familjen praktfjärilar. Inga underarter finns listade i Catalogue of Life.